# Monumento a los Héroes de la Independencia
El Monumento a Héroes de la Independencia es un imponente grupo escultórico ubicado en la ciudad de Humahuaca, en la provincia de Jujuy, en el norte de la Argentina. Es Monumento Histórico Nacional (Dec. 769/2019). La construcción del monumento fue decidida unánimemente por el Congreso de la Nación en 1925, por iniciativa del diputado Ernesto Padilla en la presidencia del radical Marcelo T. de Alvear, e inaugurado en 1950. Es proyecto y obra de Ernesto Soto Avendaño y fue erigido para conmemorar la lucha por la independencia de Argentina. Está encabezado por una colosal figura de bronce masculina de nueve metros de altura, coronada por un gorro frigio, con su mano derecha levantada, que representa al Pueblo Argentino, al héroe anónimo de la independencia y emplazado en la cúspide de una escalinata y explanada de 300 metros de largo. Además del coloso, tiene un grupo escultórico central de 12 metros de alto  y dos bajorrelieves laterales. El gigante principal y el grupo central se posicionan como la proa de un navío, en la cima de la escalinata, sobre paramentos en piedra cuyos laterales son los frisos de bronce.

## Contexto
La independencia de Argentina fue declarada un 9 de julio de 1816 en el marco de una guerra de alcance continental contra el Imperio Español, denominada la "causa americana". En ella se  destacaron los generales Manuel Belgrano, dos veces comandante del Ejército del Norte, que dirigió la gesta del Éxodo Jujeño (1812) y los triunfos de las Batallas de Tucumán y de Salta (1813) y el general Martín Miguel de Guemes, que comandó la Guerra Gaucha en territorio donde está emplazado el Monumento. Humahuaca fue la tierra donde se terminó de constituir el Ejército del Norte en su primera leva , en la Quebrada se libraron 86 batallas y se soportaron, según Mitre, 10 Invasiones Realistas desde 1810 a 1824. Fue también el sitio de la Batalla de Humahuaca bajo el mando del general jujeño Manuel Eduardo Arias, lugarteniente de Güemes como Comandante de la Quebrada.
Una visión revisionista de la cultura argentina e hispanoamericana ha considerado que la lucha por la independencia americana, fue un largo proceso popular de siglos, iniciada por la resistencia indígena contra la conquista y colonización española y finalizada en la tercera década del siglo XIX, con las Guerras de independencia hispanoamericanas. El monumento refleja esta visión centenaria de la lucha independentista y está emplazado en la región noroeste de la Argentina, donde se produjeron la mayoría de los combates independentistas contra el ejército realista.

## Historia del monumento
La construcción del monumento fue una iniciativa del diputado Ernesto Padilla, destacado artífice de recuperación de la memoria patriótica  de la Quebrada de Humahuaca y del Noroeste argentino. En 1925, durante la presidencia de Marcelo T. de Alvear (UCR)  Padilla presentó  el proyecto de creación y construcción del Monumento a los Héroes de la Independencia en Humahuaca, provincia de Jujuy, que fue aprobado por unanimidad en octubre de 1926 como Ley N.º 11.383.
La ley creó una comisión especial con la misión de organizar un concurso de artistas y gestionar la construcción del monumento, con un presupuesto de 150.000 $(m.n.) La comisión fue presidida por el historiador, escritor y folklorólogo Ricardo Rojas y designó un jurado integrado por el propio Rojas, Ernesto Padilla, Leopoldo Lugones, Enrique Larreta, Martín Noel, Benjamín Villafañe y Carlos Ibarguren. El jurado declaró ganador al proyecto llamado Tupac Amaru del escultor monumental Ernesto Soto Avendaño.
Para formular su proyecto, Soto Avendaño viajó a Humahuaca  en 1927 y estudió el lugar, ascendiendo al cerro Santa Bárbara, en el límite oeste de la ciudad, donde se encontraba un antigal (restos de una antigua ciudad indígena), que aún permanece en la actualidad aunque amenazado por la urbanización. En ese lugar propuso emplazar el monumento, corriendo a ese efecto la torre de Santa Bárbara un campanario de una Iglesia Jesuítica que data de 1695, unos 50 metros.
El reglamento del concurso establecía un plazo de dos años para terminar la obra pero luego de la instalación de la dictadura cívico-militar de 1930, que derrocó al presidente Hipólito Yrigoyen, la obra quedó demorada. En esos años Soto Avendaño dio dos conferencias, en 1941 y 1949, para mantener y describir el proyecto, esta última organizada por la Subsecretaría de Cultura de la Nación. Finalmente el monumento fue inaugurado el 23 de agosto de 1950, en ausencia del entonces presidente Perón.El acto inaugural fue encabezado por el gobernador jujeño Iturbe, delegado por el Ejecutivo Nacional, y otros gobernadores de Argentina. Soto Avendaño no fue invitado a la inauguración de su monumental obra, pese a que estaba instalado permanentemente en la localidad cercana de Tilcara.

## Descripción

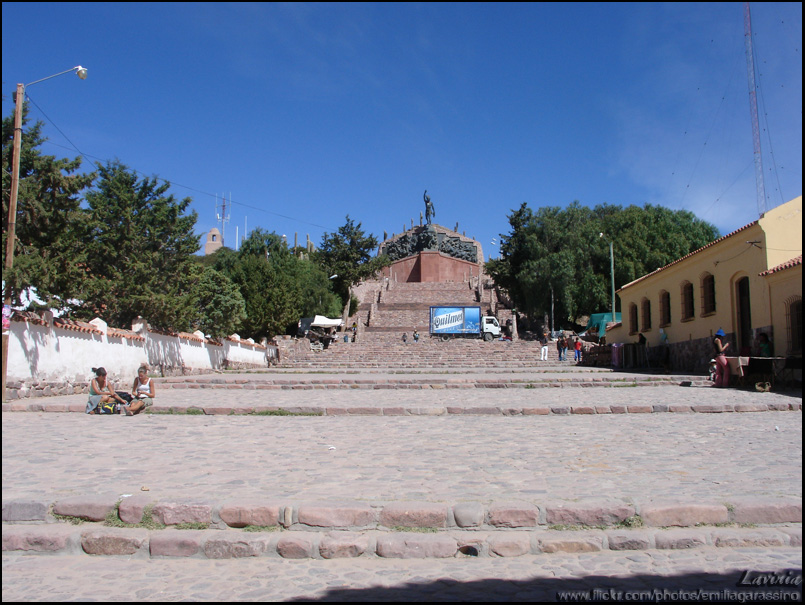
Foto del monumento y la escalinata, tomada desde el centro de la ciudad.

El Monumento tiene la forma de una proa construida en la punta del cerro, mirando hacia la plaza central de la ciudad, ubicada en el valle, desde la cual se asciende por una escalinata y explanada de unos 300 metros. El coloso de bronce de 9 metros, se recorta contra el cielo, en lo más alto de la proa, montado sobre un pedestal de piedra y arriba del grupo escultórico central, de 11.80 metros de alto. A ambos lados, se ubican dos importantes bajorrelieves, también de bronce, con escenas de soldados, indios y gauchos a caballo combatiendo juntos. En el centro hay un grupo de personas, de rasgos y vestimentas indígenas, entre las que se incluye una mujer con su bebé a la espalda que parecen sostener la gran estatua del hombre semidesnudo el pedestal sobre el que se ubica la gran estatua que representa al Pueblo Argentino en marcha, un héroe anónimo, semidesnudo, coronado por el gorro frigio. En total, las esculturas en bronce pesan 70 toneladas.
La figura central. El Coloso de Bronce.
La escultura central del grupo monumental es un coloso de bronce , que mide nueve metros de altura desde su base, superando en dimensiones a la mayor parte de esculturas en bronce o mármol conmemorativos en Argentina. La figura masculina se encuentra avanzando, con el pie izquierdo adelante y la mano derecha en alto, con dedos en ve, y con un gorro frigio, símbolo universal de la libertad. Dicho héroe es anónimo y popular, sin connotación ni modelo militar, europeo o indigenista alguno. Así lo hizo saber el mismo autor y escultor Soto Avendaño, en diversas conferencias y dejando testimonio escrito en una carta de octubre de 1966, respondiendo a un conocido docente de Humahuaca, José Helou; y en la cual manifiesta tajantemente:
"La idea central del Monumento fue concebida por mí, con antelación a mi visita a Humahuaca en el año 1927.(...) En medio de todas estas cosas he hallado la inspiración necesaria para realizar la figura central cual una masculina afirmación, a pleno sol y a todo viento, de la potencialidad del Pueblo Argentino en marcha. En esa figura por lo tanto está representado el Noble y vigoroso Pueblo Argentino. La fuerza irradia de sus flancos, mientras desciende de la montaña y en sus labios resuena y vibra, con total ímpetu, el grito augural de ¡Independencia! ¡Patria Libre!, que se extiende de monte en monte por toda la Quebrada. Como usted puede apreciar yo no he pensado, ni he querido representar al Indio en la figura central, aún más digo, ésto hubiera sido un contrasentido; ya que nuestra Independencia fue conquistada con el esfuerzo y el sacrificio de todo el pueblo argentino (...)" 
La cultura popular identifica- prácticamente desde su inauguración - la gran escultura con un "gigante-indio", con un cacique omaguaca local Viltipoco, que lideró una gran rebelión indígena a fines del siglo XVI, o con el noble inca Tupac- Amaru (que de hecho es el nombre con el que fuera presentado el proyecto monumental ganador en el concurso de 1926). Otras versiones, indican al coloso como el chaski (mensajero) que llevó al pueblo jujeño, la noticia de la declaración de la Independencia en 1816.
El Grupo Central. Los Omaguacas
Con conocimiento del mito popular y su difusión, Soto Avendaño termina su declaración epistolar de 1966 diciendo: "Sin embargo, estás palabras mías no desconocen el valor y el sacrificio de la noble y sufrida familia aborigen, en las guerras de nuestra Independencia. Aún más quiero aclarar, yo soy simplemente un Artista (sic), o un escultor que se esforzó en dar forma a la Historia y aquí es toda la Nación la que rinde su homenage (sic) en las figuras que componen el grupo central dedicado a enaltecer el recuerdo del primitivo hijo de estas tierras."
Aquí el artista se refiere al grupo central, de gran valor escultórico por sí mismo y también de colosales dimensiones (11,80 metros de altura) que constituye la vertiginosa proa del Monumento sosteniendo al Coloso. Este grupo escultórico, fue realizado con modelos y rostros locales. En conferencia dada por Soto Avendaño (1941, Instituto de Libre Enseñanza) describe y relata,  con profundo sentido histórico y artístico: "Mentalmente imagino a la fuerte raza, la tribu belicosa de los Omaguacas, los rostros recios, de pómulos salientes (...) De aquellos brazos, de aquellos torsos, verdadera trama de músculos y huesos, de aquellas poderosas piernas que los llevaron, veloces y ágiles, por la montaña(...) Me recorre un estremecimiento, me siento como un hombre que ve a la tierra por la parte de dentro o como el que ve un árbol por sus raíces" 
"Todos los rostros muestran una decisión inquebrantable, un propósito obstinado y tenaz aletea en sus frentes, y la voluntad terrible de vencer muestra sus signos en los entrecejos, y matiza,  da expresión y bríos, a todos sus gestos y movimientos. Éstas son las figuras y éste es el concepto que componen el grupo central dedicado a enaltecer el recuerdo del primitivo hijo de esas tierras". "Dos estrofas (del Himno Nacional Argentino) resonaban en mí con referencia a las otras y su rumor y su poder de evocación polarizaban mi atención suscitando el ensueño y la imagen:
"Se conmueven del Inca las tumbas/ y en sus huesos revive el ardor (...)"
"De los bravos campeones los rostros/ Marte mismo parece animar/ La grandeza de anida en sus pechos/ a su paso todo hacen temblar (...)" 
En cuanto a los dos bajorrelieves ubicados a ambos lados del conjunto,  bronces de  9 metros de largo y 5 de alto, ellos representan al Ejército del Norte y los Escuadrones de gauchos e indígenas que lucharon en la Quebrada de Humahuaca al mando de los coroneles Manuel Álvarez Prado y Manuel Arias, lugartenientes de Martín Miguel de Güemes, en la llamada Guerra gaucha. Fundamentalmente desde 1816, cuando la defensa de la frontera norte quedó a cargo del pueblo de Salta y Jujuy dirigido por Güemes, se libraron innumerables combates, grandes y pequeños, hostigando a las tropas realistas que intentaban penetrar hacia el sur del territorio de las Provincias Unidas, y mantenían ocupada militarmente a toda la jurisdicción del Alto Perú.
El proyecto inicial contemplaba las efigies, flanqueando de pie al grupo monumental, de los generales  Manuel Belgrano y Güemes, pero la comisión decidió prescindir de ellos para destacar la alegoría del Héroe anónimo de la Independencia, del Pueblo Argentino, considerando que ambos próceres ya estaban destacados en otros monumentos de toda Argentina.